# Zavrelimyia alterna
Zavrelimyia alterna är en tvåvingeart som först beskrevs av Oskar Augustus Johannsen 1931.  Zavrelimyia alterna ingår i släktet Zavrelimyia och familjen fjädermyggor. Inga underarter finns listade i Catalogue of Life.